# Heinrich Lichner
Heinrich Lichner (ur. 6 marca 1829 w Harpersdorf, dzisiaj Twardocice, zm. 7 stycznia 1898 we Wrocławiu) – niemiecki kompozytor, znany obecnie z prostych fortepianowych utworów edukacyjnych. Urodził się w Harpersdorf na Śląsku. Jego sonatiny, między innymi op. 4, 49 i 66, utrzymane są w lekkim klasycznym stylu, chociaż harmonia wskazuje niekiedy na wpływ romantyzmu. Był także dyrygentem i organistą – pracował jako organista w kościele św. Urszuli i Jedenastu Tysięcy Dziewic na Ołbinie, i spędził resztę życia jako kierownik saengerbundu (festiwalu chóralnego) we Wrocławiu, gdzie zmarł.